# Allora sia buon viaggio
Allora sia buon viaggio è il quarto album della band vicentina Lost, pubblicato il 4 maggio 2010 dall'etichetta discografica Carosello. L'album è stato anticipato dal singolo L'applauso del cielo, colonna sonora del film Una canzone per te di Herbert Simone Paragnani.

## Tracce
1. Aria – 1:34 (Roberto Visentin, Stefano Florio)
2. Come in un quadro di Chagall – 4:15 (testo: Stefano Florio – musica: Walter Fontana)
3. Due ore all'alba – 3:35 (testo: Niccolò Agliardi – musica: Walter Fontana, Stefano Florio)
4. L'applauso del cielo – 3:57 (testo: Niccolò Agliardi – musica: Walter Fontana, Stefano Florio)
5. Per te – 3:20 (testo: Walter Fontana – musica: Matteo Franzan, Stefano Florio)
6. Il cantante – 3:09 (testo: Niccolò Agliardi – musica: Walter Fontana, Stefano Florio)
7. Un mondo da inventare – 4:27 (Walter Fontana, Stefano Florio)
8. Allora sia buon viaggio – 4:06 (testo: Niccolò Agliardi – musica: Walter Fontana, Stefano Florio)
9. Un segreto – 4:26 (testo: Niccolò Agliardi – musica: Walter Fontana, Stefano Florio)
10. Blu – 3:21 (testo: Walter Fontana – musica: Roberto Visentin, Matteo Franzan, Stefano Florio)
11. Pugni al vento e calci alle nuvole – 3:12 (testo: Stefano Florio – musica: Walter Fontana)
12. Allora sia buon viaggio (Acoustic Bonus Version) – 4:06 (testo: Niccolò Agliardi – musica: Walter Fontana, Stefano Florio) – Edizione deluxe di iTunes

Durata totale: 43:28

## Classifiche
| Classifica | Posizione raggiunta |
| ---------- | ------------------- |
| Italia     | 7                   |

### Andamento nella classifica italiana degli album
| Posizione | 7 | 20 | 16 | 42 | 72 | 80 | 77 | 100 | - |